# Jaskinia Ostrężnicka
Jaskinia Ostrężnicka – jaskinia w skale Ostrężnik, we wsi Siedlec, w województwie śląskim, w powiecie częstochowskim, w gminie Janów. Znajduje się na porośniętym lasem wzniesieniu, w odległości około 170 m na południe od drogi wojewódzkiej nr 793 łączącej Janów i Żarki. Pod względem geograficznym jest to obszar Wyżyny Częstochowskiej z licznymi wapiennymi ostańcami. Jaskinia znajduje się na terenie rezerwatu przyrody Ostrężnik.

## Opis jaskini
Skała, w której znajduje się jaskinia, swoim wyglądem przypomina blok sera szwajcarskiego, liczy bowiem wiele komór połączonych ciasnymi przejściami. Jaskinia ma w sumie 6 otworów łączących ją z powierzchnią i łączną długość 98 m.
Główny otwór znajduje się u północno-wschodniej podstawy skały. Ma postać regularnie wymytego portalu o wysokości 5 m i szerokości 3 m. W odległości 30 i 45 m od niego u północno-zachodniej podstawy skały znajdują się dwa mniejsze otwory. Trzy następne otwory znajdują się na południowej ścianie, około 5 m powyżej otworu głównego.
Od głównego otworu biegnie trzymetrowej długości korytarz rozgałęziający się na dwa duże korytarze. Każdy z nich ma wysokość około 3 m i szerokość 2 m. Lewy, o długości 11 m prowadzi lekko w górę do jednego z otworów w południowej ścianie. Jest regularnie myty, stopniowo zwężający się do rozmiarów otworu w ścianie (0,8 × 0,7 m). Ma próchnicowe namulisko. Korytarz prawy ma długość 12 m, jest również regularnie myty i prowadzi do niedużej komory o rozmiarach 3 × 4 m i wysokości 1 m. W stropie tej komory widoczne są kotły eworsyjne. Dno korytarza jest próchnicowo-ilaste. Z komory wychodzi szczelina o szerokości około 70 cm, poprzez zawalisko łącząca się z jednym z otworów w południowej ścianie.
Jaskinia ma jeszcze inne korytarze i komory. Jest fragmentem dużego wywierzyska niegdyś odwadniającego zbocza Doliny Wiercicy i Dolinki Ostrężnickiej. Powstała w górnojurajskich gruboławicowych wapieniach skalistych w wyniku wykorzystywania i poszerzania przez wody podziemne kilku pęknięć górotworu. Występujące w jaskini formy korytarzy oraz ich przekroje świadczą o tym, że dawniej płynęły nimi duże ilości wody w warunkach wadycznych. Widoczne w stropie kotły eworsyjne świadczą o tym, że wody płynęły pod ciśnieniem.

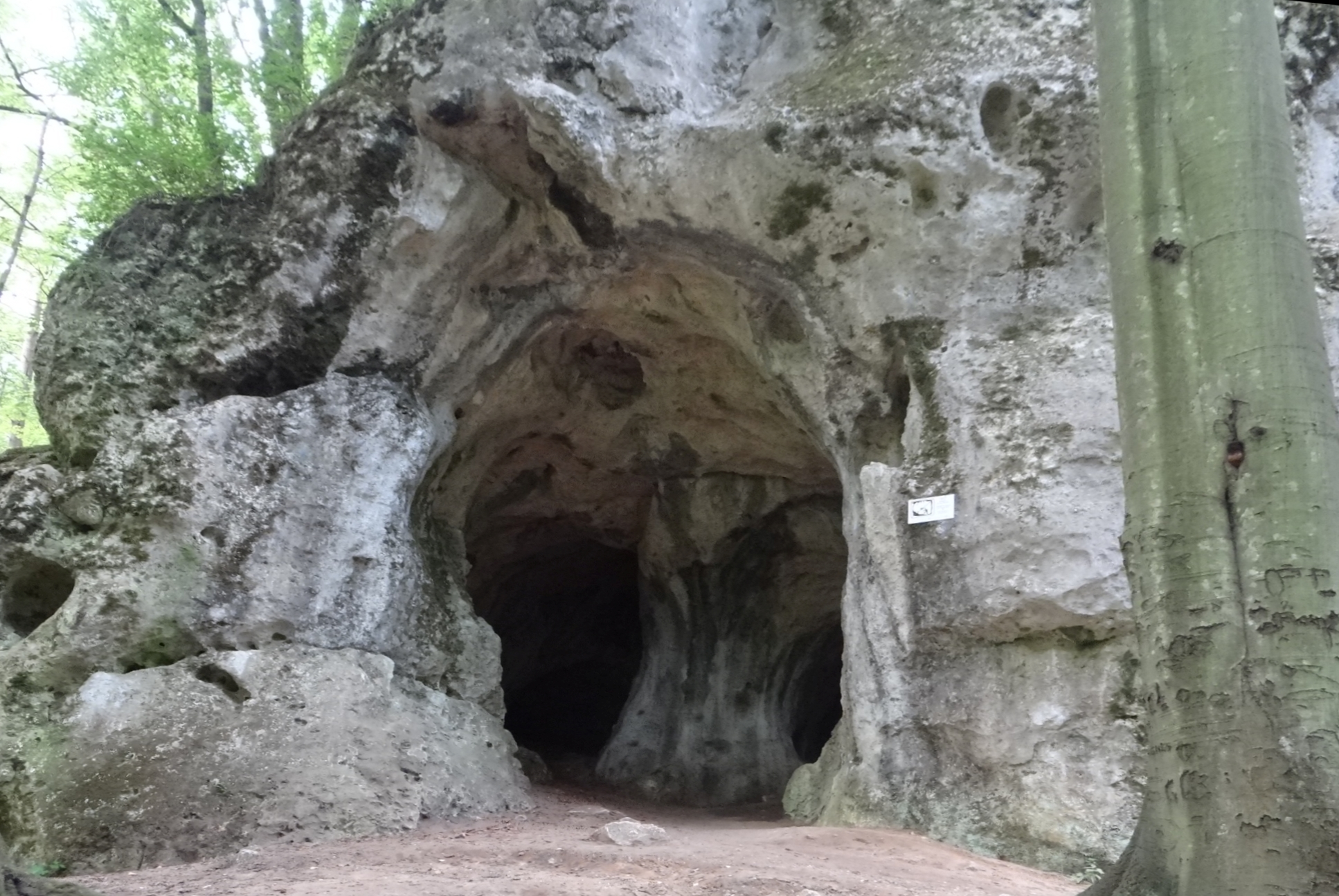
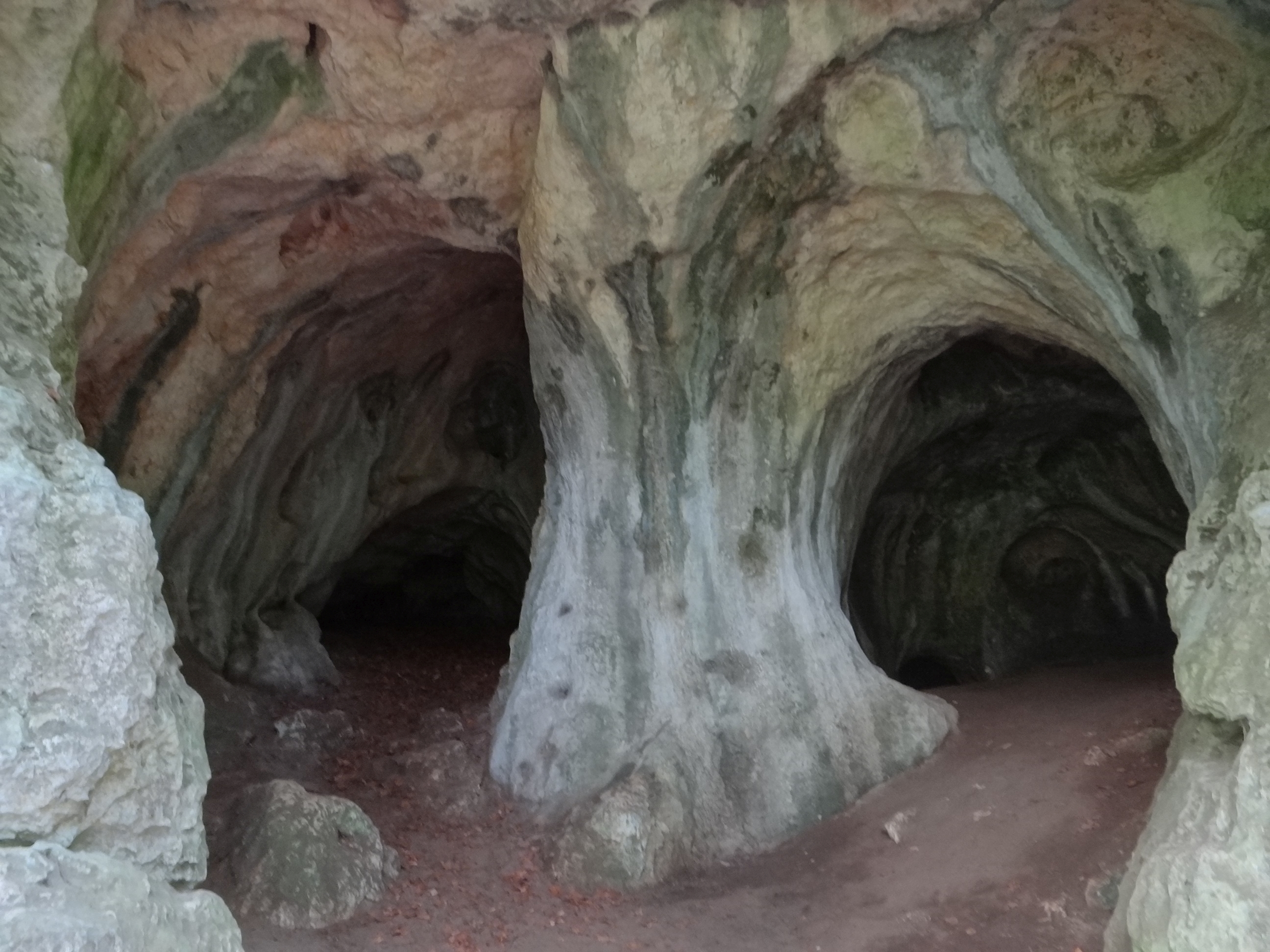
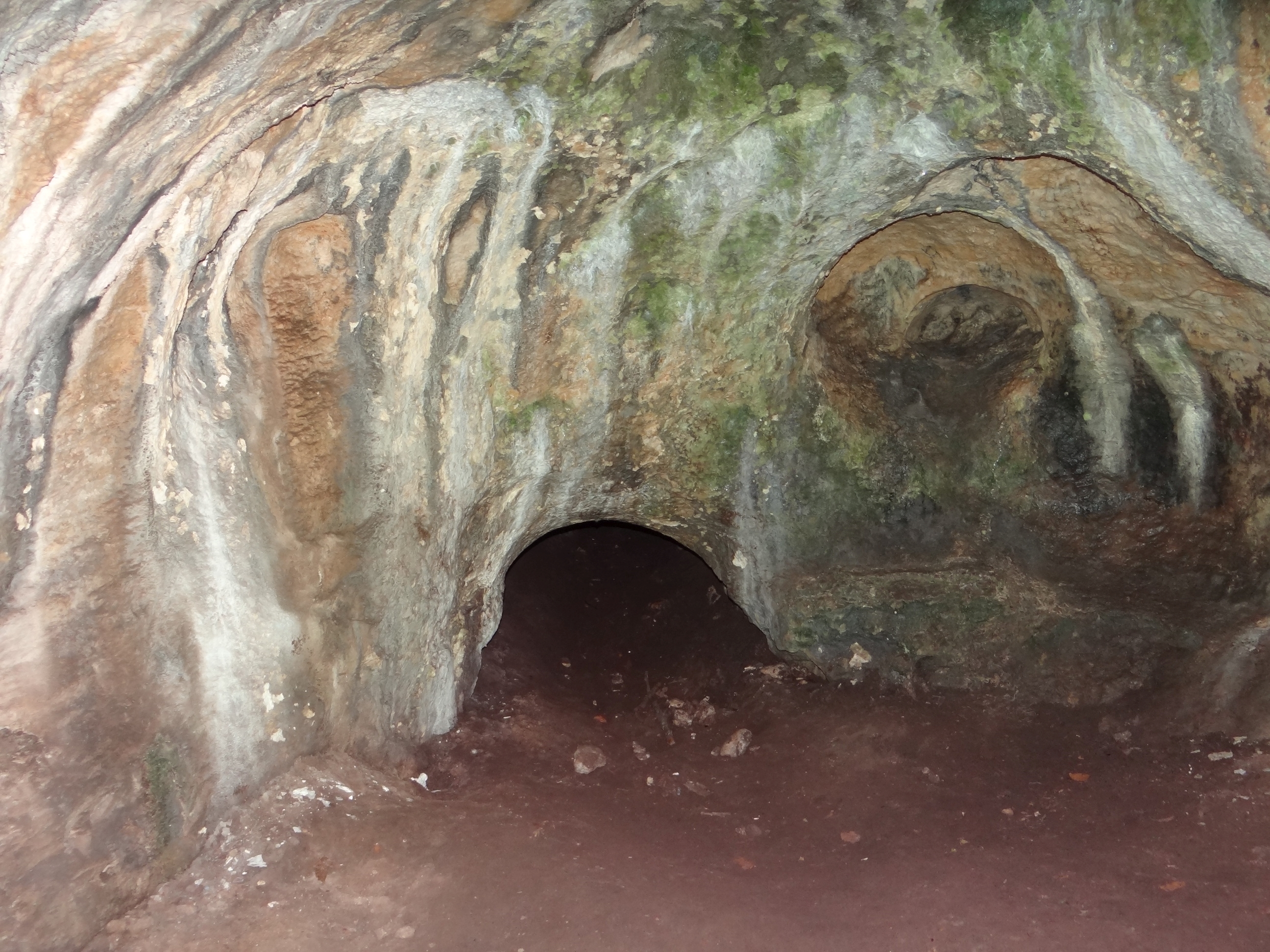
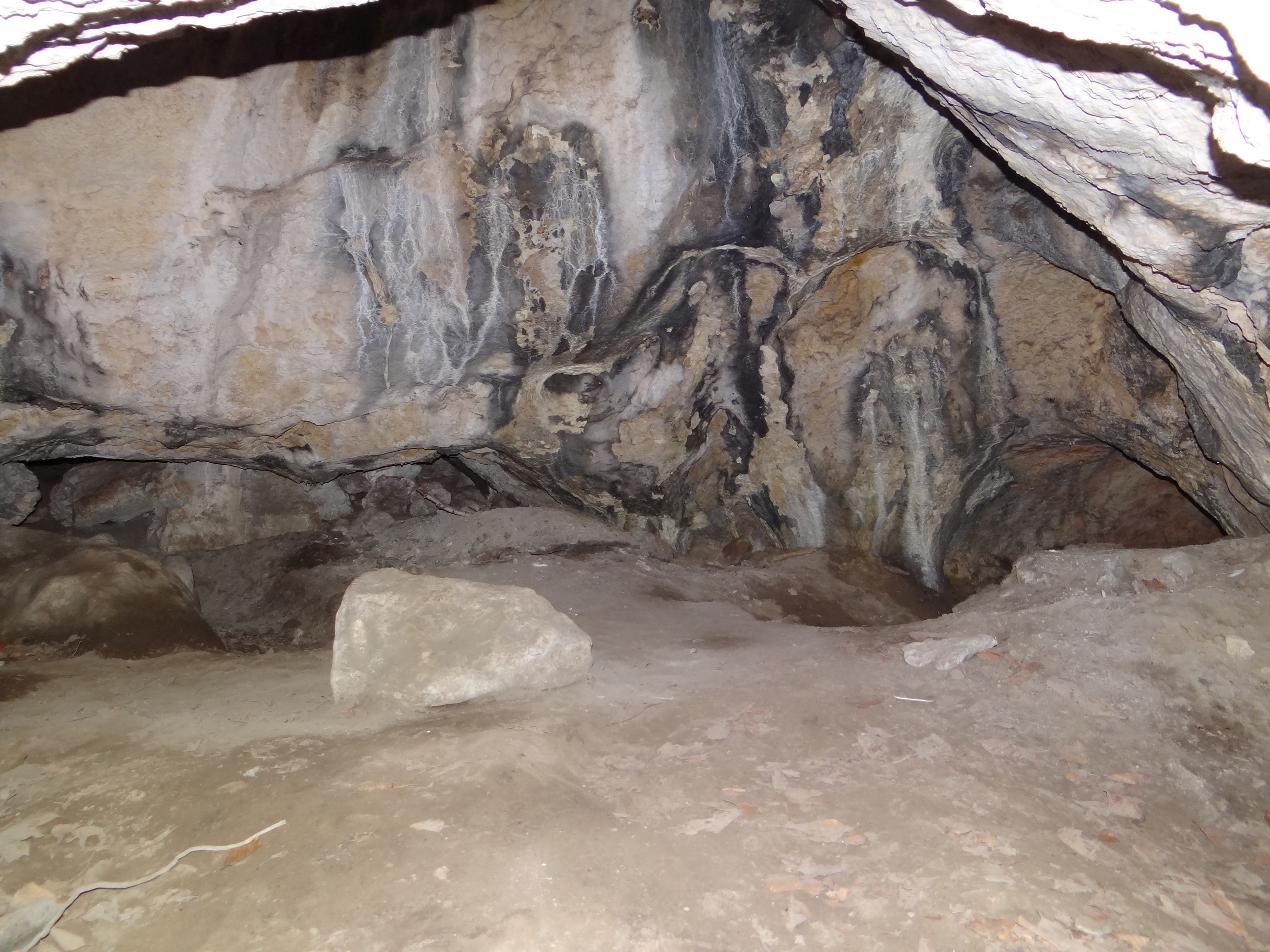
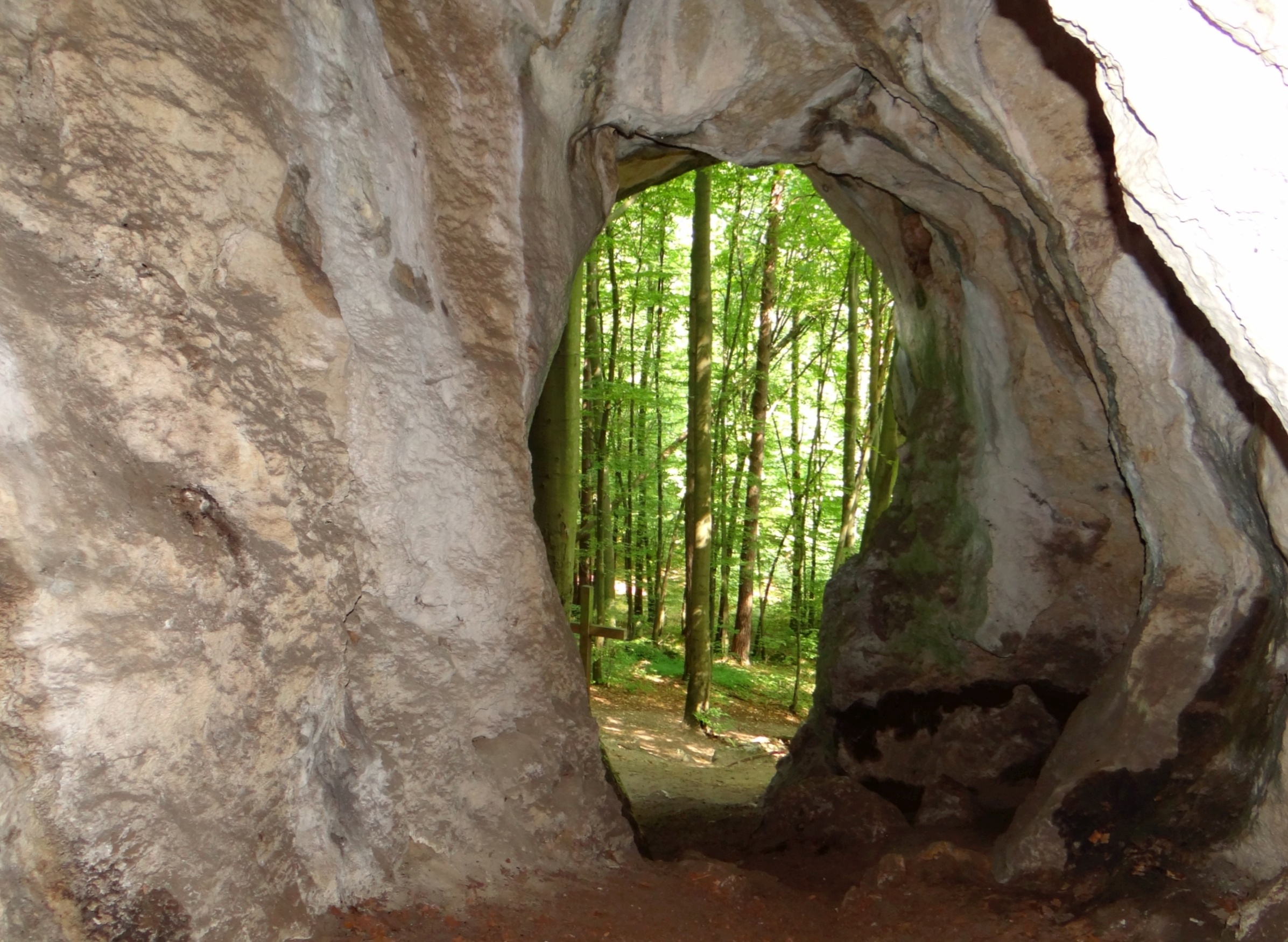
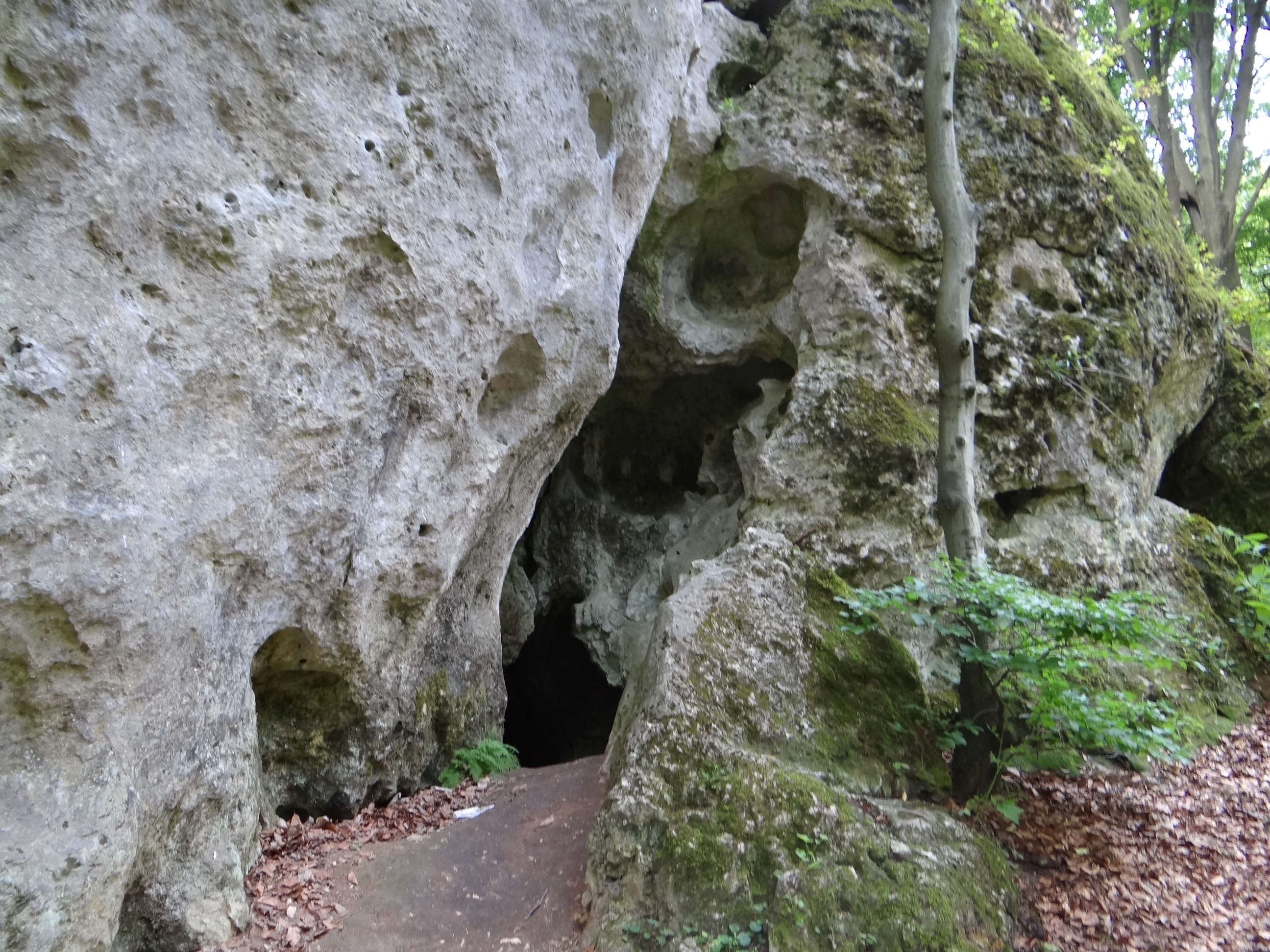

## Historia eksploracji
Znana jest od dawna, wielokrotnie też była opisywana, po raz pierwszy przez K. Świerzyńskiego w 1848 r. Później opisywano ją w przewodnikach i innych publikacjach turystycznych. Początkowo opisywano jednak tylko jej poszczególne komory, nieznane były bowiem połączenia między nimi. Była wielokrotnie rozkopywana przez poszukiwaczy skarbów. Zinwentaryzował ją Kazimierz Kowalski w 1951 r. jako dwa odrębne obiekty: „Jaskinia Ostrężnicka” i „Schronisko Przechodnie w Ostrężniku”. Plan jaskini sporządził M. Czepiel w 1976 r., aktualizował go Jerzy Zygmunt w 2009 r.
Na szczycie skały Ostrężnik znajdował się Zamek Ostrężnik. Prawdopodobnie komory jaskini były wykorzystywane jako piwnice i magazyny zamku. Z Jaskinią Ostrężnicką związanych jest wiele legend. Mówią one o ukrytych w niej skarbach, o pastuchu który zamknięty został w jaskini, o zasypanych w niej rabusiach skarbów i inne.
W tej samej skale Ostrężnik i blisko niej znajdują się jeszcze dwie inne jaskinie: Schronisko Większe w Ostrężniku i Schronisko Mniejsze w Ostrężniku, a nieco dalej Schronisko naprzeciw Jaskini Ostrężnickiej, Schronisko naprzeciw Jaskini Ostrężnickiej Drugie, Schronisko za Fosą, Szczelina w Ostrężniku Pierwsza i Szczelina w Ostrężniku Druga.